# Arcos de Jalón
Arcos de Jalón è un comune spagnolo di 1 799 abitanti situato nella comunità autonoma di Castiglia e León.